# Télévision numérique terrestre en Suisse
Pour les articles homonymes, voir TNT.
La télévision numérique terrestre ou TNT sur le territoire suisse désigne une offre nationale, régionale ou locale de télédiffusion à la norme Digital Video Broadcasting. Ses premières émissions sont réalisées en 2003 et 2004 et l'arrêt de sa diffusion en tant que « service public universel » date de 2019. Toutefois, la télédiffusion régionale numérique est maintenue, à l'initiative de sociétés et opérateurs privés. 

## Contexte historique
À partir de 1954, la Suisse se dote d'émetteurs de télévision terrestres analoiques à la norme analogique 625 lignes en noir et blanc. Le 1er octobre 1968, la suisse lance la couleur au format 625 lignes et codage PAL, une décision mal admise par les Suisses romands qui captent déjà la 2e chaîne nationale ORTF française en couleur avec un récepteur de télévision au standard SECAM, alors que les téléviseurs couleur bi-standard sont rares et extrêmement chers. 
La société de télévision publique SRG SSR annonce le 29 janvier 2003, le lancement de la numérisation de certaines chaînes suisses puis leur lancement officiel pour 2004. 
Entre 2004 et 2019, la télédiffusion numérique terrestre en Suisse se poursuit en exploitant la norme DVB-T et en introduisant les émissions en Haute Définition. Pour accompagner l'introduction de la télévision numérique et des émissions en haute définition, la Suisse exploite la télédiffusion par satellite et par télédistribution par câble pour achever la numérisation de son réseau terrestre, à partir de 2012.
Toutefois, par mesure d’économie de la SSR et constatant une faible utilisation,  les programmes de la SSR ne sont plus diffusés par la TNT depuis le 3 juin 2019. L'arrêt de la TNT suisse est alors accueilli avec déception, notamment par les francophones et les habitants d'origine étrangère des zones limitrophes, car ils se retrouvent privés des chaînes suisses
Dans les zones frontalières, les chaînes suisses ou/et frontalières peuvent être classées avec des numéros variables, dans la table de liste des chaînes, ne correspondant pas toujours à l'ordre conventionnel.

## Renaissance de la TNT

### Région du Grand Genève
Principalement à l'initiative du groupement local de coopération transfrontalière (GLCT) du Grand Genève, deux émetteurs sont remis en service depuis mi-juin 2020, ce qui permet notamment à RTS 1 et RTS 2 en haute définition d'être à nouveau reçus sur la zone frontalière de France, pour une première durée de trois ans.
L'opération est financée par la GLCT et reçoit l'aval de l'OFCOM suisse et du CSA français. La retransmission est réalisée depuis les sites de la Dôle et du Mont Salève (émetteur de TDF), sur le canal 34, en polarisation verticale. La zone de réception couvre principalement le Grand Genève, côtés suisse et français (partie de la Haute-Savoie).
L'opérateur des émetteurs romands de la TNT est Swoxtelecom (société privée) et les chaînes sont diffusées à la norme DVB-T2, codage H.264 ou H.265/HEVC à haute définition.
Les chaînes RTS 1 et RTS 2 exploitent le télétexte, de son bicanal (version traduite stéréo/version originale mono ou audiodescription) ainsi que l'EPG sur 7 jours. Quatre radios sont diffusées dans ce multiplex (Rouge FM, One FM, LFM et Radio Lac). 
Les programmes du canal TNT K34 (polarisation V), 578 Mhz, sont exactement les mêmes entre La Dôle et Le Salève (technologie SFN).
La chaîne Léman bleu TV figure dans le multiplex K34 mais conserve aussi en l’état, son ancien canal DVB-T K31 du Salève. La programmation est distincte de l'offre de la région lémanique depuis le Chasseral et sans SFN.
Le 25 mars 2021, de nouvelles chaines et radios sont ajoutées, afin de compléter le multiplex  : Canal Alpha, la web-TV RTS Info (programme d'Euronews), la chaines alémanique SF1, complétée de la radio Global Sport.
De nouveaux programmes TV et radios sont annoncés venir rejoindre cette télédiffusion numérique au début de l'année 2022 comme Kiss Collector.
La diffusion des chaines Canal Alpha depuis le 15 août 2022 est remplacée par TVSuisse+ depuis le 17 septembre 2022 et TV5Monde France Belgique Suisse Monaco, depuis le 26 septembre 2022.
En Septembre 2023, Media One Group annonce le lancement de CARAC, le nouvel acteur médiatique du paysage audiovisuel romand. CARAC regroupe sous une seule et même marque quatre chaînes privées bien connues du public romand. Ainsi Rouge TV devient CARAC1, One TV – CARAC2, LFM TV – CARAC3, TV Suisse Plus -CARAC4.
| Offre TV (10 chaines) Mise en service le 15/06/2020 - RTS 1 HD (H.264) - RTS 2 HD (H.264) - Léman bleu TV HD (H.265) - CARAC1 ex-Rouge TV HD (H.264) - CARAC2 ex-One TV HD (H.264) - CARAC3 ex-LFM TV HD (H.264) Chaines ajoutées le 25/03/2021 - Canal Alpha NE HD (H.265) (fin le 15/08/2022) - Canal Alpha JU HD (H.265) (fin le 15/08/2022) - RTS Info (H.265) (provisoirement Euronews) - SRF1 HD (H.265) - Chaine régionale SD (H.265)* Chaines ajoutées en septembre 2022 - CARAC4 ex-TV Suisse Plus HD (H.265) (19/09/2022) - TV5 Monde FBSM HD (H.265) (26/09/2022) Chaines ajoutées en février 2025 - France 24 (H.265) (15/02/2025) * prochainement | Offre Radios (5 stations) - Rouge FM - One FM - LFM - Radio Lac - Global Sport - Kiss Collector (bientôt) |

Si cette expérimentation d'une durée de 3 ans s'avère un succès commercial, d'autres programmes TV ou Radios seront prévus à l'avenir.

### Région de l'Arc jurassien
Selon Swoxtelecom, repris par 2222.ch, l'émetteur du Chasseral (sommet du Jura suisse, nord du canton de Berne) est mis en service le 23 décembre 2020, étendant la couverture de la RTS au plateau suisse romand et alémanique, en partie au Doubs et parfois autour de la région de Bâle. 
Situé sur le mont Chasseral, dans le canton de Berne, la reprise de la télédiffusion sur le Canal 30 vertical (vers le nord) et Canal 48 vertical (vers le sud) permet une réception depuis que le département du Doubs accepte de participer au coût d’exploitation annuel de cet émetteur, grâce à un programme d’échanges et de coopération de l’Arc jurassien.
Dans ce cadre, les enjeux et les priorités partagées de part et d’autre de la frontière constituent le « vivre ensemble » et le resserrement des liens entre les territoires du Doubs et de la Suisse. 
De nouvelles chaines et radios sont ajoutées le 22 mars 2021 afin de compléter le multiplex : les chaines Canal Alpha, les chaines alémanique de la SRF, la web-TV RTS Info (programme d'Euronews provisoirement), accompagnée de 8 stations de radios. D'autres chaines régionales devraient pouvoir enrichir ce multiplex. 
La participation financière de la collectivité pour la remise en service de cet émetteur représente environ 30.000€ par an et s’étend sur 3 ans. Le solde des coûts est pris en charge par les autres chaînes appelées à rejoindre le multiplex, dont Canal Alpha.
Les chaines Canal Alpha ayant cessé leur émission depuis le 15 août 2022, elles sont remplacées par TVSuisse+ depuis le 17 septembre 2022, 
À partir du 24 septembre 2022, s'ajoutent LFMTV sur les deux faisceaux et TV5Monde France Belgique Suisse Monaco sur le faisceau nord et les chaines RT France et RT Deutsch, ainsi que la chaine Ukrainienne Espresso TV sur le faisceau sud.
En Septembre 2023, CARAC3, CARAC4 intègrent l'offre. Cependant les chaînes  CARAC1 et CARAC2 restent absentes jusqu'à la fin décembre 2023, en remplacement des chaines de la SRF.
| Offre TVChaines communes aux deux faisceaux Mise en service le 23/12/2020 - RTS 1 HD (H.264) (fin le 24/03/2025) - RTS 2 HD (H.264) (fin le 24/03/2025) Chaines ajoutées le 22/03/2021 - Canal Alpha NE HD (H.265) (fin le 15/08/2022) - Canal Alpha JU HD (H.265) (fin le 15/08/2022) - SRF 1 HD (H.265) (fin le 30/12/2023) - SRF 2 HD (H.265) (fin le 30/12/2023) - RTS Info (H.265) (provisoirement Euronews) (fin le 24/03/2025) Chaines ajoutées en septembre 2022 - CARAC3 ex-LFM TV HD (H.265) (26/09/2022) (fin le 25/03/2025) - CARAC4 ex-TV Suisse Plus (H.265) (19/09/2022) (fin le 25/03/2025) Chaines ajoutées en décembre 2023 - CARAC1 ex-Rouge TV HD (H.264) (29/12/2023) (fin le 24/03/2025) - CARAC2 ex-One TV HD (H.264) (29/12/2023) (fin le 24/03/2025) 2 Chaines diffusées sur le faisceau Nord C30 - TV5 Monde FBSM HD (H.265) (26/09/2022) (fin le 24/03/2025) - France 24 (H.265) (15/02/2025) (fin le 24/03/2025) 3 Chaines diffusées sur le faisceau Sud C48 (suppression le 4 janvier 2024) - SRF Info (H.265) (fin le 29/12/2023) - SRF1 (H.265) (29/12/2023) - RT France (H.265) (26/09/2022) - RT Deutsch (H.265) (26/09/2022) - Espresso TV (H.265) (26/09/2022) | Offre Radios (8 stations) - One FM - LFM - Radio Lac - Option Musique - Radio SRF Musikwelle - Global Sport - RTN - RFJ - Kiss Collector (bientôt) |

### Extension à de nouvelles régions romandes
Une nouvelle phase d'extension de la couverture avec la mise en service de nouveaux émetteurs est étudiée. L'émetteur du Mont-Pèlerin permettrait de couvrir l'Est lémanique, une partie des Préalpes et de la Vallée du Rhône (VS/VD). Cet émetteur, situé face à la côte française du Léman, pourrait aussi améliorer la réception de la TNT française en fonction des sources de financement disponibles.

### Suisse orientale (Autriche)
Les chaînes SRF1 et SRF2 exploitent l'émetteur de Hoher Kasten, canton d'Appenzell, canal 34 (pour la couverture d'Appenzell, St-Gall et une partie du Voralberg autrichien. Les câblo-distributeurs du Voralberg (A) (Lampert et UPC) reprennent le signal des chaînes de SRF depuis cet émetteur.
Dans la région du lac de Constance, l'émetteur de Pfänder (Bregenz) diffuse SRF1 et SRF Zwei en crypté, à destination des abonnés autrichiens de SimpliTV à Bregenz.

## Offre 2003-2019
La chaîne Léman Bleu n'a jamais cessé de diffuser sur la TNT suisse, avec un unique émetteur DVB-T situé à Genève.
Le diffuseur historique est la SSR (service public), diffusant sur l'ensemble du territoire habité. Les chaînes suivantes sont alors disponibles en définition standard:
- en Suisse alémanique : SRF 1 , SRF Zwei , SRF Info , RTS Un et RSI La 1 .
- en Suisse romande : RTS Un , RTS Deux , RTS Info , SRF1 et RSI La 1 .
- en Suisse italienne : RSI La 1 , RSI La 2 , RTS Un et SRF 1 .

Ces émissions cessent le 3 juin 2019.
D'autres réseaux TNT privés sont également abandonnés car jugés obsolètes : ZVO Digitnet le 31 décembre 2013, TRAG TeleRätia le 31 décembre 2018.[réf. souhaitée]

## Historique
La TNT en Suisse est opérationnelle d'abord expérimentale depuis 2003, au Tessin puis depuis le 19 avril 2005 dans le bassin lémanique grâce notamment au canal 34V de l'émetteur de Gingins-Barillette, aussi connu sous le nom de La Dôle, (PAR ~ 7,9 kW) et du Mont Salève (canal 34V, PAR ~ 1,9 kW), en SFN.
Au Tessin et en Engadine, la télévision numérique terrestre se substitue à la télévision analogique, respectivement depuis le 24 juillet 2006 à 12 h 45 et depuis le 13 novembre 2006.
Le réseau d'émetteurs se développe également dans le reste de la Suisse et en particulier, en Suisse romande, en prévision de l'arrêt définitif de la télévision analogique dans cette région le 25 juin 2007 à 14 h à l'exception notable du Chablais vaudois et du Valais. 
À la suite d'une couverture techniquement complexe, quelques zones restent couvertes par des émetteurs analogiques, comme dans le Jura où l'émetteur des Ordons est maintenu en exploitation après la date d'abandon de l'analogique.
L'arrêt définitif des émetteurs analogiques en Suisse alémanique a lieu le 26 novembre 2007. En Valais et dans le Chablais vaudois, les émetteurs analogiques sont arrêtés le 25 février 2008. Comme pour le reste de la Suisse romande, quelques zones d'ombres restent encore couvertes par des émetteurs analogiques dans l'attente d'une meilleure couverture numérique. À l'exception des émetteurs privés qui poursuivent et développent même cette diffusion terrestre, on considère que depuis le 25 février 2008, la Suisse est entièrement et couverte en numérique. Le 27 mai 2008, le Chasseral est le dernier site à basculer au mode numérique, avec le multiplex alémanique ayant pris place de SRF Zwei, sur le canal 62 UHF (MFN).
Le 3 mai 2010 la chaîne régionale privée Léman Bleu met en route son émetteur TNT sur le Salève, dont la diffusion n'a jamais été interrompue. Cette date marque également l'extinction du dernier émetteur TV hertzien analogique officiel de la télévision publique Suisse.
Les émissions de la SSR sont arrêtées le 3 juin 2019, afin d'économiser 10 millions de francs suisses par an. 

## Technique
Le réseau suisse exploite majoritairement le mode isofréquence. Certains ensembles d'émetteurs fonctionnent initialement en mode multifréquences et sont ultérieurement transformés en réseaux isofréquence. C'est le cas de l'émetteur du Salève, desservant la région genevoise, converti en réseau isofréquence avec la Barillette le 11 mars 2008. L'ancien canal est réexploité pour la télévision mobile à la norme DVB-H.
Contrairement aux émetteurs analogiques, la polarisation du signal numérique est généralement verticale ; cette rotation de la polarisation se justifie par un meilleur rendement en milieu accidenté et en télévision mobile numérique. Dans les régions au relief complexe comme le Tessin ou le Valais, quelques émetteurs sont maintenus en polarisation horizontale.
La retransmission du multiplex SRG SSR exploite 16 QAM, mode de modulation réputé plus robuste que le 64 QAM utilisé en France. Les chaînes nationales helvétiques peuvent donc être reçues plus facilement y compris avec des antennes d'intérieur, dans certaines régions.
Le codage vidéo exploité est le MPEG-2. À l'origine, quatre chaînes sont diffusées par multiplex. Plusieurs expérimentations sont menées en Engadine, où cinq chaînes parviennt à être diffusées, sans altérer la qualité d'image. À la suite de ce succès technique, une cinquième chaîne (SRF Info) est introduite dans le multiplex alémanique, le 12 janvier 2009.

## Cas particulier du Tyrol du Sud (Italie)
Le diffuseur RAS (organisme public de la province du Tyrol du Sud), a pour objectif de mettre à disposition les programmes de service public d'Autriche, d'Allemagne et de Suisse, afin de servir les intérêts culturels d'une population italienne majoritairement germanophone.
La TNT italienne y délivre une vingtaine de programmes de télévision aux standards DVB-T et DVB-T2. Les autres émetteurs présents émettent les programmes de la RAI et ceux des autres groupes privés (comme Mediaset par exemple) qui diffusent plusieurs dizaines de chaines.

## Annexe